# Adligat
Als Adligat (von lateinisch adligatum ‚beigebunden‘) bezeichnet man im Bibliothekswesen eine ursprünglich selbstständige Schrift, die mit anderen zu einem Sammelband zusammengebunden worden ist.